# ادی ساتر
ادی ساتر (انگلیسی: Eddie Sauter؛ ۲ دسامبر ۱۹۱۴ – ۲۱ آوریل ۱۹۸۱) آهنگساز و تنظیم‌کننده موسیقی سبک جاز اهل ایالات متحده آمریکا بود.
او دانش‌آموختهٔ رشتهٔ موسیقی در مدرسه جولیارد و دانشگاه کلمبیا بود.
از فیلم‌ها یا مجموعه‌های تلویزیونی که وی در آن‌ها نقش داشته است، می‌توان به نایت گالری اشاره نمود.